# Kleinmeister
De Kleinmeister(s) was een groep Duitse houtsnijders en graveurs, in het begin van de 16e eeuw, wier artistieke producten veelal kleine formaten hadden. Zij vormden echter geen hecht aaneengesloten groep of gilde.
Tot de meest bekende meesters behoorden: Albrecht Dürer, Hans Sebald Beham en Bartel Beham, Georg Pencz, Altörfer, Jacob Binck en Heinrich Aldegrever.
- Gemeinsame Normdatei: 4250284-6
- Library of Congress Control Number: sh85077695
- Nationale Bibliotheek van Israël: 987007533712605171
- Virtual International Authority File: 157011690